# Vesa Viitakoski
Vesa Viitakoski (* 13. Februar 1971 in Lappeenranta) ist ein ehemaliger finnischer Eishockeyspieler und jetziger -trainer.

## Karriere
Vesa Viitakoski begann seine Karriere als Eishockeyspieler bei SaiPa Lappeenranta, für das er von 1988 bis 1990 in der SM-liiga aktiv war. Anschließend wurde er im NHL Entry Draft 1990 in der zweiten Runde als insgesamt 32. Spieler von den Calgary Flames ausgewählt. Zunächst spielte der Angreifer jedoch drei weitere Jahre in Finnland bei Tappara Tampere. In seiner Zeit in der National Hockey League, in der er von 1993 bis 1996 für Calgary spielte, konnte sich Viitakoski nicht durchsetzen, so dass er nur 23 NHL-Spiele absolvierte, in denen er sechs Scorerpunkte erzielte, darunter zwei Tore. Für die Saison 1996/97 kehrte der Finne nach Europa zurück, wo er einen Vertrag bei HV71 Jönköping aus der schwedischen Elitserien unterschrieb.
Nach einer Saison verließ der Stürmer HV71 wieder und erhielt einen Vertrag in seiner finnischen Heimat bei Ilves Tampere, für die er bis 2004 aktiv war, ehe er erneut nach Schweden ging, wo er zwei Spielzeiten lang für Brynäs IF auflief. Danach kehrte er zu Ilves zurück. Seit Sommer 2008 steht Viitakoski bei Kärpät Oulu unter Vertrag. Für die Finnen stand er in allen vier Gruppenspielen der Champions Hockey League auf dem Eis und Viitakoski wurde am Saisonende mit seiner Mannschaft Vize-Meister. Im Anschluss an die Saison 2009/10 beendete er bei Kärpät seine Karriere.
In der Saison 2011/12 war er als Assistenztrainer der A-Junioren seines Ex-Vereins Ilves Tampere tätig, ehe er in der folgenden Spielzeit in gleicher Position bei der Profimannschaft arbeitete. Zwischen 2013 und Januar 2016 war er Assistenztrainer beim HPK. Seit 2017 ist er Co-Trainer beim EHC Visp.

### International
Für Finnland nahm Viitakoski an den Junioren-Weltmeisterschaften 1990 und 1991, so wie den A-Weltmeisterschaften 1992, 1993 und 2002 teil, wobei er 1992 Vize-Weltmeister mit seiner Mannschaft wurde. 

## Erfolge und Auszeichnungen
- 1990 Jarmo Wasaman muistopalkinto (Bester Rookie der SM-liiga)
- 1990 SM-liiga All-Rookie-Team
- 2002 Raimo-Kilpiö-Trophäe
- 2002 Aarne-Honkavaara-Trophäe
- 2009 Finnischer Vizemeister mit Kärpät Oulu

### International
- 1989 Bronzemedaille bei der U18-Junioren-Europameisterschaft
- 1992 Silbermedaille bei der Weltmeisterschaft